# Aerangis somalensis
Aerangis somalensis är en orkidéart som först beskrevs av Rudolf Schlechter, och fick sitt nu gällande namn av Rudolf Schlechter. Aerangis somalensis ingår i släktet Aerangis och familjen orkidéer. Inga underarter finns listade i Catalogue of Life.